# Lincoln Near-Earth Asteroid Research

Número de objetos próximos da Terra detectados por várias pesquisas. LINEAR está em azul.

Lincoln Near-Earth Asteroid Research (LINEAR) é um o projeto de mapeamento espacial feito em colaboração entre a Força Aérea dos Estados Unidos, a NASA e o Lincoln Laboratory do Instituto de Tecnologia de Massachusetts (MIT) para a detecção e rastreamento sistemáticos de objetos próximos da Terra. LINEAR foi responsável pela maioria das descobertas de asteroides desde 1998 até que foi superado pela Catalina Sky Survey em 2005. Até 15 de setembro de 2011, o LINEAR detectou 231.082 novos corpos menores do Sistem Solar, dos quais pelo menos 2.423 eram asteroides próximo da Terra e 279 eram cometas. Os instrumentos utilizados pelo programa LINEAR estão localizados no Lincoln Laboratory's Experimental Test Site (ETS) no Campo de Teste de Mísseis de White Sands perto de Socorro (Novo México).

## História
No final da década de 1970, a nova instalação do "Centro de Teste Experimental do Laboratório Lincoln", código do observatório  704, foi construída em White Sands Missile Range. O protótipo do projeto usou câmeras de vídeo de baixa iluminação. Em 1994, foi criada uma nova proposta para a detecção automática de asteroides, desta vez usando ums tecnologia de detectores digitais mais nova. O projeto LINEAR começou a operar uma instalação de descoberta de objetos próximos da Terra em 1996 usando um telescópio de 1 metro, projetado para o Air Force Space Command (GEODSS). Os telescópios da Força Aérea de campo largo foram projetados para a observação óptica de uma nave espacial em órbita terrestre. Os testes de campo iniciais usaram um detector de 1024 × 1024 pixels com dispositivo de carga acoplada (CCD). Enquanto este detector CCD preenchia apenas cerca de um quinto do campo de visão do telescópio, quatro objetos próximos da Terra foram descobertos. Um CCD de 2560 pixels foi então instalado e ambos os detectores foram usados em testes posteriores.
O primeiro telescópio LINEAR tornou-se totalmente operacional em março de 1998. A partir de outubro de 1999, um segundo telescópio de 1.0 m foi adicionado ao esforço de busca. Em 2002, um telescópio equipado com o CCD original foi trazido on-line para fornecer observações de acompanhamento para as descobertas feitas pelos dois telescópios de busca. Isso permitiu que 20% a mais do céu pudesse ser pesquisado todas as noites. Os dados gravados pelos telescópios são enviados para um laboratório Lincoln em Hanscom Air Force Base em Lexington, Massachusetts para processamento. As detecções são encaminhadas para o Minor Planet Center.